# Sarid
Sarid (hebr. שריד; ang. Sarid) – kibuc położony w Samorządzie Regionu Emek Jizre’el, w Dystrykcie Północnym, w Izraelu. Członek Ruchu Kibuców (Ha-Tenu’a ha-Kibbucit).

## Położenie
Kibuc Sarid jest położony na wysokości od 90 do 140 m n.p.m., w północnej części intensywnie użytkowanej rolniczo Doliny Jezreel, u podnóża południowych stoków masywu górskiego Hare Nacerat, w Dolnej Galilei, na północy Izraela. Masyw Hare Nacerat ciągnie się na wschód w kierunku do miasta Nazaret. Z tych wzgórz spływa przepływający na północny zachód od kibucu strumień Jifat, na zachodzie przepływa strumień Cvi, a na południowym wschodzie strumień Mizra. Okoliczny teren łagodnie opada w kierunku południowo-zachodnim. W jego otoczeniu znajdują się miasta Migdal ha-Emek i Afula, kibuce Ginnegar, Mizra, Gewat i Jifat, moszawy Kfar Gidon, Balfurja, Ha-Jogew i Kefar Baruch. Na zachód od kibucu znajduje się baza lotnicza Ramat Dawid, a na południu jest port lotniczy Megiddo i baza wojskowa Amos.
Sarid jest położony w Samorządzie Regionu Emek Jizre’el, w Poddystrykcie Jezreel, w Dystrykcie Północnym Izraela.

## Historia

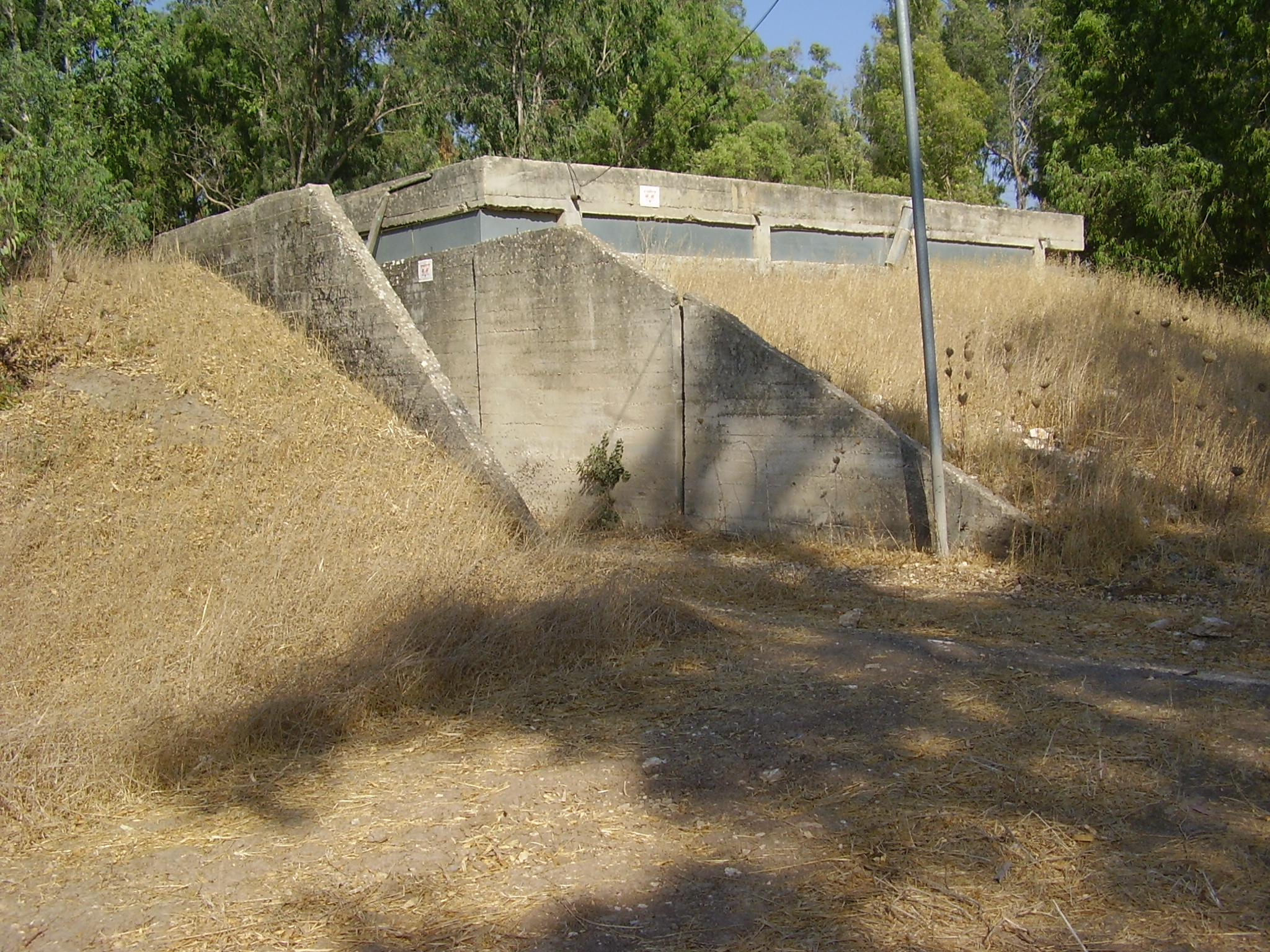
Dawny brytyjski bunkier przy kibucu

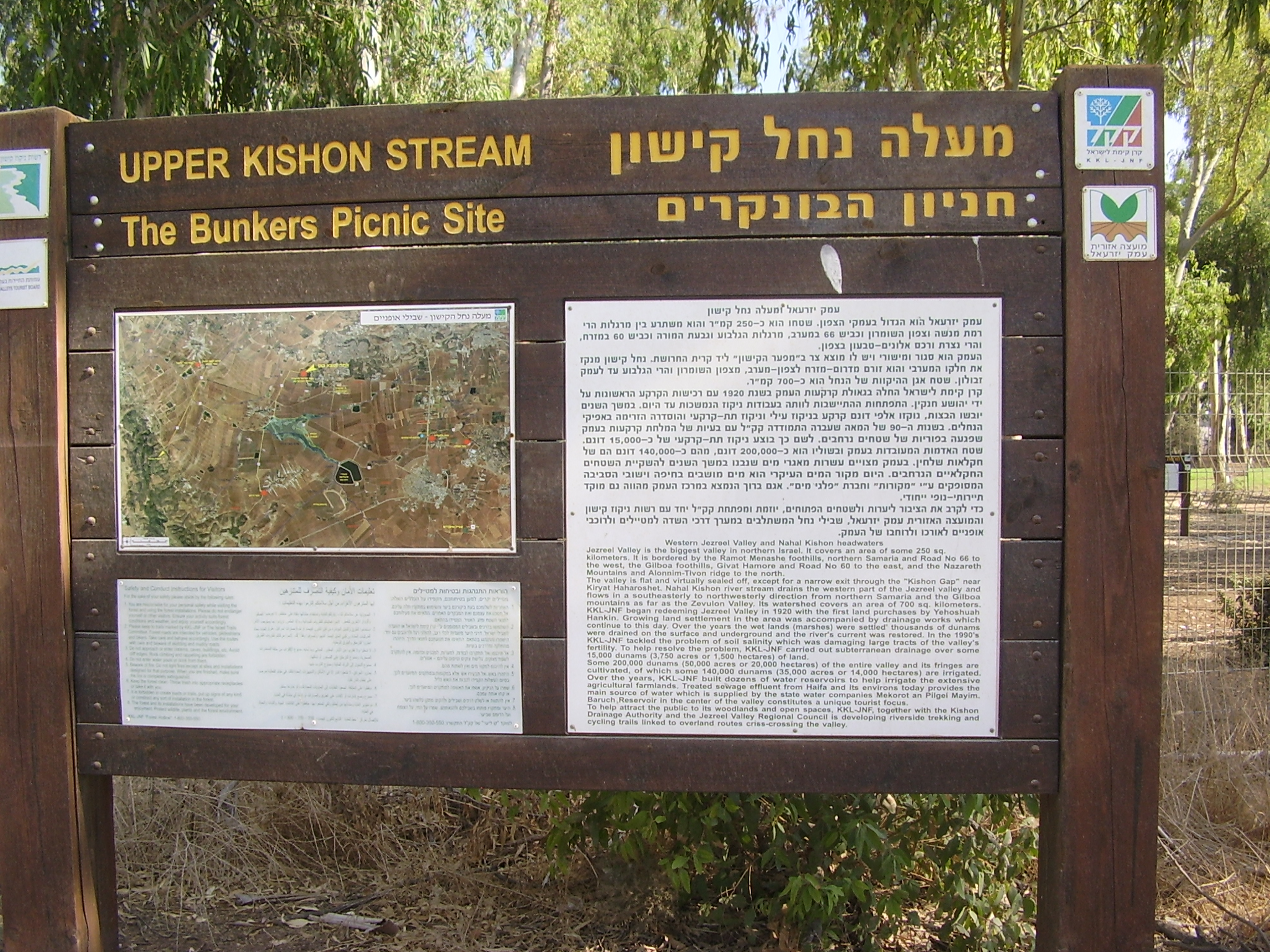
Tablica informacyjna w parku

Na początku XX wieku rozpoczęło się osadnictwo żydowskie w Palestynie. Realizując plany Światowej Organizacji Syjonistycznej, różne żydowskie organizacje wykupywały od 1910 roku grunty w Dolinie Jezreel. W wyniku I wojny światowej w 1918 roku cała Palestyna przeszła pod panowanie Brytyjczyków, którzy w 1922 roku formalnie utworzyli na tym obszarze Mandat Palestyny. Umożliwiło to w kolejnych latach dalszy rozwój osadnictwa żydowskiego. Tutejszy teren w 1926 roku wykupił od arabskich właścicieli Żydowski Fundusz Narodowy.
Grupa założycielska powstała na początku lat 20. XX wieku. W jej skład wchodzili w większości imigranci z Litwy. Później dołączyli do nich imigranci z ZSRR, Czechosłowacji, Polski i Niemiec. W 1925 roku przyjechali do kibucu Ginnegar, gdzie przeszli szkolenie i zdobywali pierwsze doświadczenie w rolnictwie. Na wiosnę 1926 roku utworzyli oni własny kibuc Sarid. Początkowo otrzymali od Żydowskiego Funduszu Narodowego 2500 hektarów ziemi. W 1930 roku, na 80. urodziny czechosłowackiego prezydenta Tomáša Masaryka, w otoczeniu kibucu zasadzono 13 tys. drzew. W latach 30. i 40. XX wieku kibuc służył jako baza żydowskich sił Hagany i Palmach. Podczas II wojny światowej na zachód od kibucu Brytyjczycy wybudowali bazę lotniczą RAF Ramat Dawid. W bezpośrednim sąsiedztwie kibucu powstały trzy bunkry amunicyjne. W poszukiwaniu skutecznego rozwiązania narastającego konfliktu izraelsko-arabskiego w dniu 29 listopada 1947 roku została przyjęta Rezolucja Zgromadzenia Ogólnego ONZ nr 181. Zakładała ona między innymi, że kibuc Sarid miał znaleźć się w granicach nowo utworzonego państwa żydowskiego. Arabowie odrzucili tę Rezolucję i dzień później doprowadzili do wybuchu wojny domowej w Mandacie Palestyny. Na samym jej początku siły Arabskiej Armii Wyzwoleńczej zajęły pobliskie wioski i sparaliżowały żydowską komunikację w regionie. Dopiero działania izraelskiej armii podjęte na początku I wojny izraelsko-arabskiej zabezpieczyły Dolinę Jezreel.
W 2003 roku kibuc przeszedł przez proces prywatyzacji, zachowując kolektywną organizację instytucji kultury, edukacji i ochrony zdrowia.

### Nazwa
Nazwa kibucu nawiązuje do biblijnego żydowskiego miasta Sarid. Pozostałości tego miasta odkryto na sąsiednim Tell Sarid (znanym też jako Tel Szadud).

## Demografia
Większość mieszkańców kibucu jest Żydami, jednak nie wszyscy identyfikują się z judaizmem. Tutejsza populacja jest świecka:

## Gospodarka i infrastruktura
Gospodarka kibucu opiera się na intensywnym rolnictwie, sadownictwie i hodowli bydła mlecznego. Uprawy rolne obejmują pszenicę, wykę, koniczynę, sorgo, słonecznik, arbuzy, bawełnę, kukurydzę, groszek, marchew, brokuły, pomidory, paprykę i oliwki. Sad obejmuje awokado, cytrusy, grejpfruty, mandarynki, migdały i granaty. Tutejsza obora należy do jednej z największych w kraju. Stado liczące 310 krów oddaje średnio 3,44 mln litrów mleka rocznie. Ważną rolę odgrywa zakład Camel Grinding Wheels produkujący tarcze do cięcia i szlifowania. W kibucu jest przychodnia zdrowia, poczta, sklep wielobranżowy i warsztat mechaniczny.

## Transport
Z kibucu wyjeżdża się na północny wschód na drogę nr 73, którą jadąc na północny zachód dojeżdża się do kibuców Jifat i Gewat, lub jadąc na wschód dojeżdża się do skrzyżowania z drogą nr 7255 i dalej do kibucu Ginnegar. Droga nr 7255 prowadzi na północ do miasta Migdal ha-Emek i na południowy zachód do moszawu Kefar Baruch.

## Edukacja i kultura
Kibuc utrzymuje przedszkole i szkołę podstawową. Starsze dzieci są dowożone do szkoły średniej w kibucu Jif’at. W kibucu znajduje się ośrodek kultury z biblioteką, basen pływacki, sala sportowa z siłownią, boisko do piłki nożnej oraz korty tenisowe.

## Turystyka
Największą tutejszą atrakcją turystyczną jest położony na zachód od kibucu park historyczny, który został utworzony dzięki wsparciu finansowemu rządu Słowenii. W miejscu tym Brytyjczycy wybudowali trzy bunkry amunicyjne. Prowadziła stąd bezpośrednia prosta droga do bazy lotniczej Ramat Dawid. Ciężarówkami dowożono stąd amunicję i bomby dla samolotów. Bunkry ze względów bezpieczeństwa są zamknięte, ale wokół nich utworzono teren rekreacyjny. W cieniu drzew można przyjemnie odpocząć. Kolejnym interesującym miejscem jest położone na wschód od kibucu wzgórze Tell Sarid. Znaleziska archeologiczne potwierdzają obecność w tym miejscu osady ludzkiej już w późnej epoce brązu (ok. XV wieku p.n.e.). W kwietniu 2004 roku odkryto tutaj wspaniały grobowiec z czasów panowania faraonów (ok. XIII wiek p.n.e.). Na zalesionym wzgórzu (166 m n.p.m.) położonym po stronie północnej, wiosną kwitną cyklameny.